# توكوكسي
توكوكسي (الاسم العلمي: Sotalia fluviatilis) هو نوع من الحيتانيات، يتبع جنس سوتالية.